# Leopold III av Österrike
Se även Leopold III, hertig av Österrike.
Leopold III av Österrike, född 1073, död 15 november 1136, markgreve av Österrike 1095-1136, även känd som S:t Leopold (hans festdag är 15 november), skyddshelgon för Österrike, särskilt för Wien, Niederösterreich tillsammans med Sankt Florian särskilt i Oberösterreich.

## Biografi
Leopold var son till Leopold II och Ida av Formbach-Ratelnberg; hans söner var Leopold IV och Henrik II Jasomirgott och en dotter var Agnes av Babenberg. Hans andra maka var Agnes, syster till Henrik V, då han stött den senare gentemot fadern Henrik IV. Detta band till salierna ökade huset Babenbergs inflytande, vars kungliga rättigheter på grevskapet garanterades. Han sågs som en kandidat vid valet till kung av Tyskland 1125, men avstod från denna möjlighet. 
Han är främst ihågkommen för utvecklingen av landet, genom att han grundade kloster. Hans mest betydelsefulla grundande var Klosterneuburg (1108). Enligt en legend skall Jungfru Maria ha uppenbarat sig för honom och lett honom till en plats där han fann en slöja som makan Agnes förlorat flera år tidigare. På den platsen byggdes klostret Klosterneuburg. Han fortsatte sedan med att bygga ut denna stad och besatte sig där. 
Han grundade även Heiligenkreuz, Kleinmariazell och Seitenstetten. Allt detta ledde till att Romersk-katolska kyrkan kanoniserade honom 1485. Klosterutbyggnaden ledde till att landområden som dittills varit täckta av skog utvecklades. 
Leopold bidrog även till städernas utveckling, förutom Klosterneuburg och Wien, även Krems an der Donau, som fick ett myntslageri, som dock aldrig blev särskilt betydande. 
Områdets första litterära texter är från Leopolds tid, och är skrivna av  Henrik av Melk och Ava av Göttweig.
Han är begraven i Klosterneuburgklostret som han grundade. 

## Eftermäle
1663 gjorde hans namne kejsar Leopold I, honom till skyddshelgon över Österrike istället för S:t Koloman. Skolorna i Wien, Niederösterreich och Oberösterreich är stängda på hans festdag 15 november. 